# آئولوس پستومیوس
آئولوس پستومیوس آلبوس رگیلنسیس (به لاتین: Aulus Postumius Albus Regillensis) یک نظامی و دولتمرد اهل جمهوری روم بود که در سال ۴۹۹ یا ۴۹۶ ق.م. به دیکتاتوری برگزیده شد و رومیان را در جنگ بزرگ دریاچه رگیلوس رهبری کرد و به پیروزی رساند.

## دیکتاتوری و کنسولی

### نبرد دریاچه رگیلوس
او پس از تیتوس لارکیوس دومین دیکتاتور رومیان بود؛ رومیان به‌سبب وقوع تنش با اتحادیه لاتینان ــ که تحت رهبری اکتاویوس مامیلیوس و پدرزنش لوکیوس تارکوئینیوس متکبر بودند ــ او را به دیکتاتوری برکشیدند؛ او نیز تیتوس ابوتیوس را به‌عنوان ارباب سواران خود برگزید. نبرد رومیان با سی دولت‌شهر لاتین در حوالی دریاچه رگیلوس ــ واقع در قلمرو لاتیوم ــ روی داد و در خشونت و خونباری سابقه نداشت، چنان‌که ــ طبق روایت تیتوس لیویوس ــ به‌جز دیکتاتور رومیان تقریباً هیچ‌یک از سران دو سپاه صحیح و سالم از معرکه به‌در نیامد. در میانهٔ جنگ، وقتی پستومیوس متوجه عقب‌نشینی نیروهایش شد، به گارد محافظان شخصی‌اش دستور داد هر رومی را که در حال فرار می‌بینند چونان یک دشمن بپندارند و بکشند. رومیان، که خود را میان دشمن و محافظان دیکتاتور گرفتار دیدند، از فرار دست کشیدند و جنگ را پی گرفتند. سپس دید که پیاده‌نظامش خسته و فرسوده‌اند، پس سواره‌نظام را فرمود از اسبان به پایین شوند و به کمک پیادگان بشتابند. ایشان اطاعت کرده از اسبان پریده به خط مقدم شتافته سپرهایشان را ازبهرِ پیادگان به‌کار گرفتند. این کار روحیهٔ پیاده‌نظام را بالا برد، چه می‌دیدند که سواران نیز در مصائب جنگی ایشان شریکند. با این اتحاد لاتینان را هزیمت کردند و نبرد با پیروزی جمهوری نوپای روم به‌پایان رسید و خاندان تارکوئینیان، پس از چهار تلاش ناموفق برای بازگشت به تاج‌وتخت روم، کوتاه آمد و کار را فروگذاشت.
یک فولکلور رومی می‌گوید که کاستور و پولوکس در حال جنگیدن در این نبرد در سمت رومیان مشاهده شده بودند، و برای همین دیکتاتور بعدها نذر کرد که معبد کاستور و پولوکس را در فروم رم بسازد. او در سال ۴۹۶ ق.م. به کنسولی رسید، سالی که برخی سالنامه‌ها وقوع نبرد دریاچه رگیلوس را در آن می‌دانند. از زندگی سیاسی پستومیوس پیش از دیکتاتوری و کنسولی‌اش اطلاع چندانی در دست نیست جز اینکه احتمالاً در ۵۰۴ ق.م. زیرنظر کنسول پوبلیوس والریوس پوبلیکولا به‌عنوان تریبون سربازان خدمت کرده بود.

## پس از کنسولی
در ۴۹۳ ق.م. و در طول بست‌نشینی توده‌ها، او یکی از ده نفری بود که سنا برای مذاکره با رهبران توده‌ها فرستاد.